# Maclura brasiliensis
Espèce
Synonymes
- Broussonetia brasiliensis Mart.[2]
- Chlorophora brasiliensis (Mart.) Standl.[2]
- Chlorophora scandens Standl. & L.O.Williams[2]
- Ioxylon pomiferum var. glaberrimum Kuntze[2]

Statut de conservation UICN

 LC  : Préoccupation mineure
Maclura brasiliensis est une espèce de plantes du genre Maclura de la famille des Moraceae.

## Liste des variétés
Selon Tropicos (10 septembre 2020) :
- variété Maclura brasiliensis var. reticulata Chodat